# Eleanor Worthington Cox

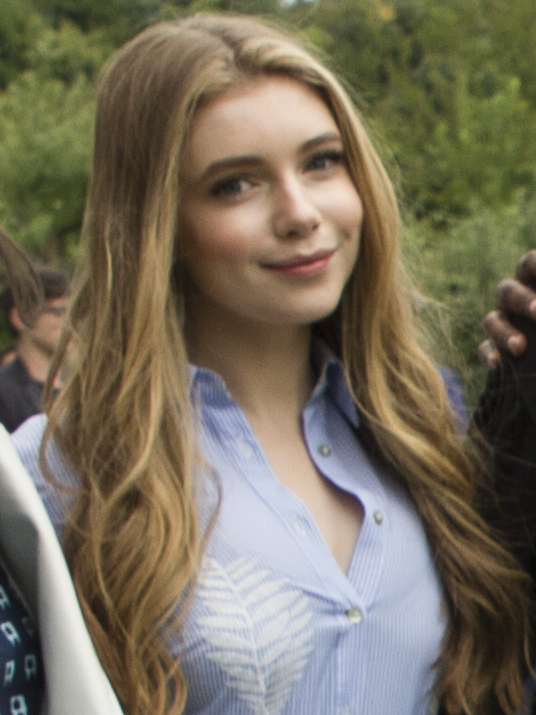
Eleanor Worthington Cox (2018)

Eleanor Winifred Worthington Cox (* 21. Juni 2001 in Merseyside, England) ist eine britische Musicaldarstellerin und Filmschauspielerin.

## Leben
Worthington Cox hat zwei ältere Brüder. Sie begann bereits in jungen Jahren mit dem Schauspiel. Mit zehn Jahren verkörperte sie die Rolle der Matilda im gleichnamigen Musical. Für ihre Leistung wurde sie mit dem Laurence Olivier Award als bisher jüngste Preisträgerin ausgezeichnet. 2014 verkörperte sie in Maleficent – Die dunkle Fee die Rolle der achtjährigen Prinzessin Aurora. Es war ihre erste Filmrolle. In den folgenden Jahren verkörperte sie Charakterrollen in Fernsehserien wie Cucumber oder Britannia.
2018 verkörperte sie in dem Film Gwen die gleichnamige Hauptrolle.

## Filmografie
- 2014: Maleficent – Die dunkle Fee (Maleficent)
- 2015: Cucumber (Fernsehserie, 7 Episoden)
- 2015: Unsichtbare Besucher (The Enfield Haunting) (Mini-Fernsehserie, 3 Episoden)
- 2015–2016: Hetty Feather (Fernsehserie, 10 Episoden)
- 2016: Archway 0173 (Kurzfilm)
- 2017–2019: Britannia (Fernsehserie, 18 Episoden)
- 2018: Action Point
- 2018: Gwen
- 2021: The Irregulars

## Auszeichnungen
- 2012: Laurence Olivier Award in der Kategorie Musical Best Actress in a Musical